# Шерстюк Валентин Панасович
Валентин Панасович Шерстюк (11 червня 1944 — 10 квітня 2019) — український піаніст, заслужений діяч мистецтв України, професор Національної музичної академії України ім. П. І. Чайковського, директор Київської середньої спеціалізованої школи-інтернату ім. М. В. Лисенка.

## Біографія
Валентин Шерстюк народився 11 червня 1944 року в родині військовослужбовця, у дитинстві мешкав у Криму та в Полтаві. Музикою почав займатися з трьох років, закінчив консерваторію, після чого оселився в селі Щасливе Бориспільського району Київської області, де організував зразкову музичну сільську школу. Пізніше Валентина Шерстюка запросили працювати до Міністерства культури УРСР, у 1975—1980 роках він обіймав посаду директора Київського хореографічного училища, у 1984 році очолив Київську середню спеціалізовану школу-інтернат ім. М. В. Лисенка, якою він керував до самої смерті.
Викладацьку роботу в школі Валентин Шерстюк поєднував з роботою в НМАУ ім. П. І. Чайковського (з 2000 р. — професор, з 2000 по 2006 р. завідував кафедрою загального та спеціалізованого фортепіано Національної музичної академії України ім. П. І. Чайковського).
В. П. Шерстюк багато років був членом Вченої ради Національної музичної академії України ім. П. І. Чайковського, був членом художньої ради Національної Всеукраїнської музичної Спілки, поєднував викладацьку роботу з виконавською. З 2011 року В. П. Шерстюк — голова Ради директорів середніх спеціалізованих музичних шкіл-інтернатів системи Міністерства культури України.
Помер 10 квітня 2019 року. Похований на Байковому кладовищі (ділянка № 33).

## Нагороди
- 1985 — Почесна грамота Міністерства культури СРСР і Президіума ЦК профспілки робітників культури;
- 1988 — Заслужений працівник культури України;
- 1992 — Вчене звання доцент;
- 1997 — Заслужений діяч мистецтв України (21.07.1997);
- 2001 — Вчене звання професор;
- 2004 — Почесна Грамота Київського Міського Голови;
- 2004 — Почесна відзнака Міністерства культури і мистецтв України;
- 2006 — Медаль «15 років незалежності України», Диплом Міжнародного Академічного Рейтингу популярності «Золота Фортуна»;
- 2009 — Орден За заслуги 3 ступеня (21.07.2009)